# イロフルベン
イロフルベン（Irofulven、開発コードMGI-114）は別名6-ヒドロキシメチルアシルフルベン（HMAF）ともいう、抗腫瘍効果を持つ化合物である。アルキル化剤に分類される。
DNAの複製を阻害する。
イロフルベンはツキヨタケの近縁種であるOmphalotus illudensに含まれるセスキテルペンの一つであるイルジンSの誘導体である。1997年に抗腫瘍効果があることが発見された。

## 合成経路
McMorris, T. C.; Staake, M. D.; Kelner, M. J. (2004). “Synthesis and Biological Activity of Enantiomers of Antitumor Irofulven”. The Journal of Organic Chemistry 69 (3):  619–23. doi:10.1021/jo035084j. PMID 14750783.